# Aerodinâmica automotiva
Aerodinâmica automotiva é o estudo aerodinâmico dos veículos rodoviários.
Seus principais objetivos são reduzir o arrasto e ruído do vento, minimizando a emissão de ruídos, impedindo as forças de sustentação indesejadas e outras causas de instabilidade aerodinâmica em altas velocidades. O ar é também considerado um fluido, neste caso. Para algumas classes de veículos de corrida, pode igualmente ser importante para produzir sustentação negativa para melhorar a tração e assim a capacidades de manobra.

## História

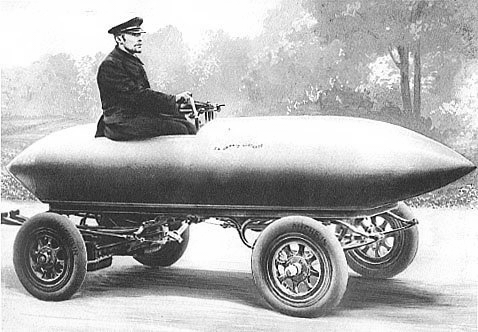
La Jamais Contente: carro elétrico projetado por Camille Jenatzy e, primeiro veículo a ultrapassar os 100Km/h no Parc agricole d'Achères, Paris, em 29 de Abril de 1899.

Desde o início da história do automóvel, os fabricantes concentram-se na aerodinâmica de seus modelos. A velocidade do veículo aumenta significativamente a força de atrito do arrasto aerodinâmico. No início dos anos 1920 os engenheiros começaram a considerar o formato dos automóveis para reduzir o arrasto aerodinâmico em altas velocidades. Na década de 1950, os engenheiros automotivos alemães e britânicos passaram a analisar sistematicamente os efeitos do arrasto nos veículos de desempenho mais elevados. No final da década de 1960 os cientistas também tomaram conhecimento do aumento significativo dos níveis sonoros emitidos por automóveis em alta velocidade. Compreendeu-se que estes efeitos aumentavam a intensidade dos níveis sonoros no terreno adjacente. Logo, engenheiros passaram a projetar estradas considerando que os efeitos de velocidade e de arrasto aerodinâmico produziam maiores níveis de ruído, e os fabricantes de automóveis a considerar os mesmos fatores na concepção dos veículos. O primeiro carro projetado em um túnel de vento, foi o Chrysler Airflow no ano de 1934.

## Aerodinâmica
Um automóvel aerodinâmico incorpora as baias das rodas/aros e suas luzes na carroceria para reduzir o arrasto. Ele utilizará formas arredondadas (streamlining); por exemplo, não terá bordas afiadas que cruzam o fluxo de ar acima do pára-brisas e contará com uma espécie de cauda (fastback, kammback, hatchback). Nota-se que o Aptera 2e, o Loremo, e o Volkswagen 1-litre concept tentam reduzir suas áreas traseiras. Ele terá um fundo plano e liso para suportar o efeito Venturi e produzir forças aerodinâmicas descendentes desejáveis.
O ar que força o para dentro do compartimento do motor, é utilizado para refrigeração, combustão e para a ventilação natural dos passageiros, em seguida, reacelerado por uma tubeira e depois ejetado sob o assoalho. Para os motores traseiros e centrais, o ar é desacelerado e pressurizado em um difusor, perde alguma pressão à medida que passa do compartimento do motor, e preenche o cone de aspiração. Estes carros precisam de uma vedação entre a região de baixa pressão em torno das rodas e a de alta pressão em torno da caixa de velocidades. Todos eles têm um compartimento do motor fechado.
A suspensão é tanto simplificada (Aptera 2e) ou retraída. Maçanetas, antena, barras do teto, etc. podem ter uma forma simplificada. O espelho lateral só pode ter uma carenagem rodada como um nariz. O fluxo de ar através das baias das rodas é apontado como fator para o aumento do arrasto, embora carros de corrida precisem dele para arrefecimento dos travões e muitos carros emitam o ar do radiador no compartimento da roda.

### Comparação com a aerodinâmica aeronáutica
A aerodinâmica automotiva difere da aeronáutica de várias maneiras:
- A forma característica de um veículo rodoviário, é muito menos simplificada em comparação com a de uma aeronave.
- O veículo opera no solo, ao invés de no ar livre.
- As velocidades de funcionamento são mais baixas (e o arrasto varia com o quadrado da velocidade).
- Um veículo terrestre tem menos graus de liberdade do que uma aeronave, e seu movimento é menos afetado por forças aerodinâmicas.
- Veículos terrestres de passageiros e de carga têm restrições de design muito específicos, tais como a sua finalidade, normas de segurança elevadas (que exigem, por exemplo, mais espaço estrutural "morto" para agir como zonas de deformação), e certos regulamentos.

### Métodos de estudo
A aerodinâmica automotiva é estudada através de modelagem computacional (fluidodinâmica computacional) e, testes em túnel de vento. Para obter resultados mais precisos a partir de um teste de túnel de vento, o túnel é, por vezes, equipado com um simulador de pista. Este é dotado de uma esteira rolante no piso da secção de trabalho, que move-se na mesma velocidade do fluxo de ar. Isso impede que uma camada limite forme-se no piso da secção de trabalho e afete os resultados. Um exemplo deste tipo de túnel de vento com simulador de pista de esteira rolante é o Wind Shear's Full Scale Rolling Road, Automotive Wind Tunnel em Concord e no Auto Research Center, em Indianápolis, (ambos nos EUA).

### CX(coeficiente de resistência aerodinâmica)
O coeficiente do arrasto (CX, CD ou CW) é uma classificação indicativa comum da "suavidade" aerodinâmica de um carro, relacionada com o formato da carroceria. Multiplicando CX pela área frontal do carro chega-se ao índice de arrasto total. O resultado é chamado de área de arrasto, e está listada abaixo para vários carros. A largura e a altura das curvas das carrocerias levam à superestimativa da área frontal. Estes números baeiam-se nas especificações de área frontal do fabricante Mayfield Company a não ser quando indicado.

C_{X} (coeficiente de resistência aerodinâmica) de acordo do formato de cada objeto..

Alguns exemplos:
| Área CX (CX x Pé2) | Ano  | Automóvel                  |
| 3.00               | 2012 | Volkswagen 1-litre concept |
| 3.95               | 1996 | GM EV1                     |
| 5.10               | 1999 | Honda Insight              |
| 5.40               | 1989 | Opel Calibra               |
| 5.54               | 1980 | Ferrari 308 GTB            |
| 5.61               | 1993 | Mazda RX-7                 |
| 5.61               | 1993 | McLaren F1                 |
| 5.63               | 1991 | Opel Calibra               |
| 5.64               | 1990 | Bugatti EB110              |
| 5.71               | 1990 | Honda CR-X                 |
| 5.74               | 2002 | Acura NSX                  |
| 5.76               | 1968 | Toyota 2000GT              |
| 5.88               | 1990 | Nissan 240SX               |
| 5.86               | 2001 | Audi A2 1.2 TDI 3L         |
| 5.91               | 1986 | Citroën AX                 |
| 5.92               | 1994 | Porsche 911 Speedster      |
| 5.95               | 1994 | McLaren F1                 |
| 6.00               | 2011 | Lamborghini Aventador S    |
| 6.00               | 1992 | Subaru SVX                 |
| 6.06               | 2003 | Opel Astra Coupe Turbo     |
| 6.08               | 2008 | Nissan GT-R                |
| 6.13               | 1991 | Acura NSX                  |
| 6.15               | 1989 | Suzuki Swift               |
| 6.17               | 1995 | Lamborghini Diablo         |
| 6.19               | 1969 | Porsche 914                |
| 6.2                | 2012 | Tesla Model S              |
| 6.24               | 2004 | Toyota Prius               |
| 6.27               | 1986 | Porsche 911 Carrera        |
| 6.27               | 1992 | Chevrolet Corvette         |
| 6.35               | 1999 | Lotus Elise                |
| 6.77               | 1995 | BMW M3                     |
| 6.79               | 1993 | Toyota Corolla             |
| 6.81               | 1989 | Subaru Legacy              |
| 6.96               | 1988 | Porsche 944 S              |
| 7.02               | 1992 | BMW 3 Series               |
| 7.10               | 1978 | Saab 900                   |
| 7.13               | 2007 | SSC Aero                   |
| 7.31               | 2015 | Mazda3                     |
| 7.48               | 1993 | Chevrolet Camaro Z28       |
| 7.57               | 1992 | Toyota Camry               |
| 8.70               | 1990 | Volvo 740 Turbo            |
| 8.71               | 1991 | Buick LeSabre Limited      |
| 9.54               | 1992 | Chevrolet Caprice Wagon    |
| 10.7               | 1992 | Chevrolet Blazer           |
| 11.63              | 1991 | Jeep Cherokee              |
| 13.10              | 1990 | Range Rover Classic        |
| 13.76              | 1994 | Toyota T100 SR5 4x4        |
| 14.52              | 1994 | Toyota Land Cruiser        |
| 17.43              | 1992 | Land Rover Discovery       |
| 18.03              | 1992 | Land Rover Defender 90     |
| 18.06              | 1993 | Hummer H1                  |
| 20.24              | 1993 | Land Rover Defender 110    |
| 26.32              | 2006 | Hummer H2                  |

### Deportância (downforce)
A pressão aerodinâmica descreve a pressão descendente (deportância ou downforce, ver: sustentação negativa) criada pelas características aerodinâmicas de um carro que lhe permite viajar mais rápido através de uma curva, mantendo o carro na superfície da pista. Alguns elementos para aumentar o downforce veículo também vão aumentar o arrasto. É muito importante para produzir uma boa força aerodinâmica descendente porque afeta a velocidade e tração do carro.

### Imagens

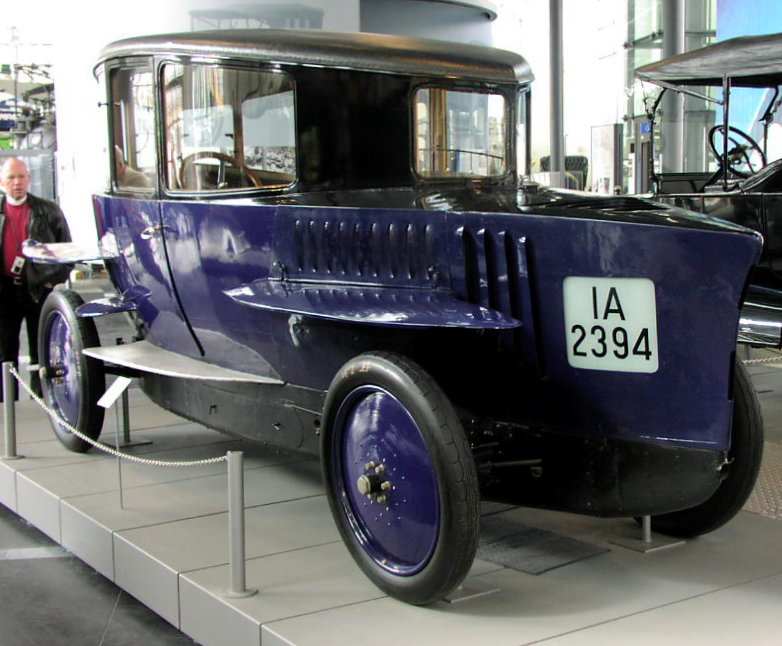
Rumpler Tropfenwagen ("Carro Gota Rumpler", 1921).
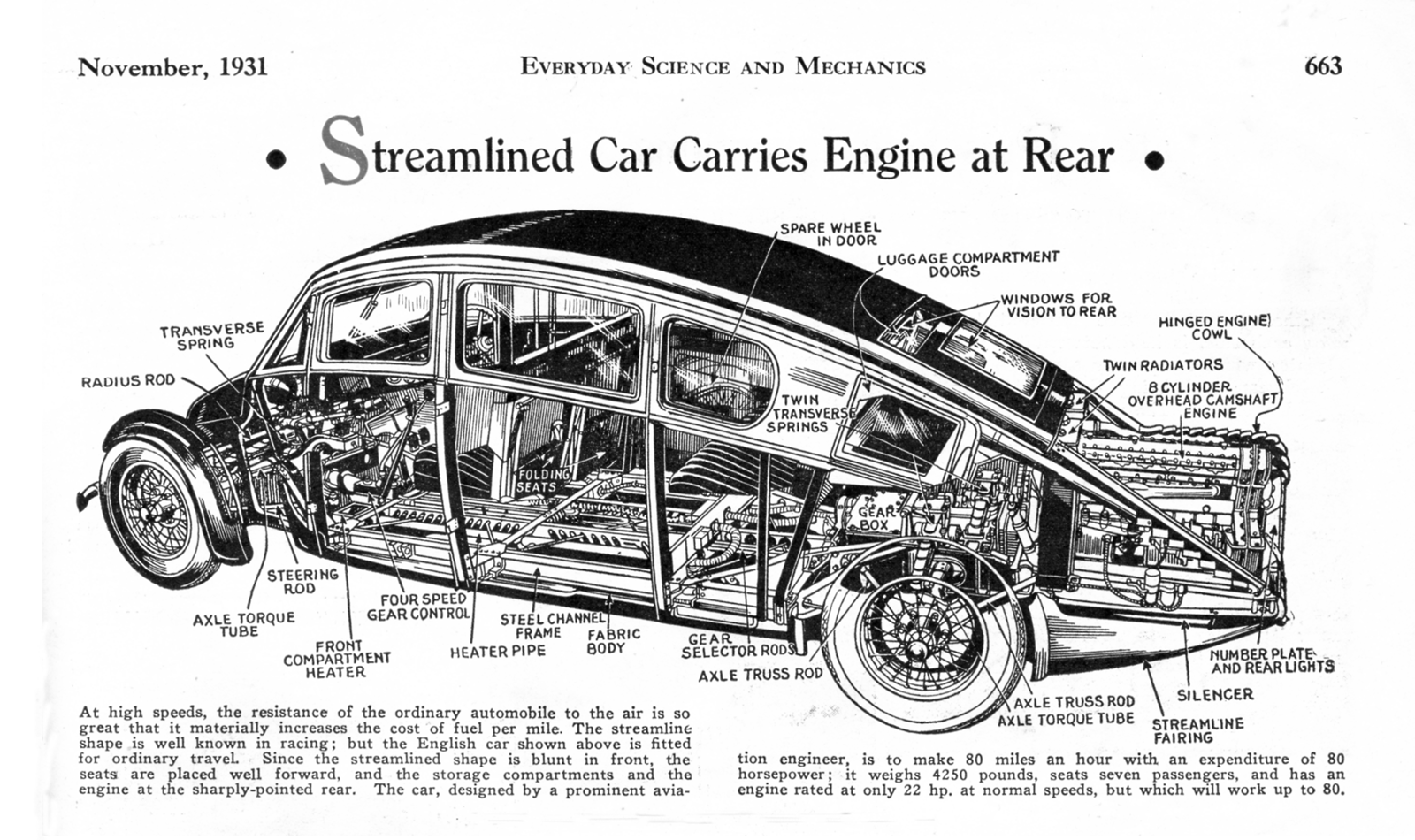
Artigo da revista Everyday Science and Mechanics, de 1931, sobre automóveis com desenho "streamlined".
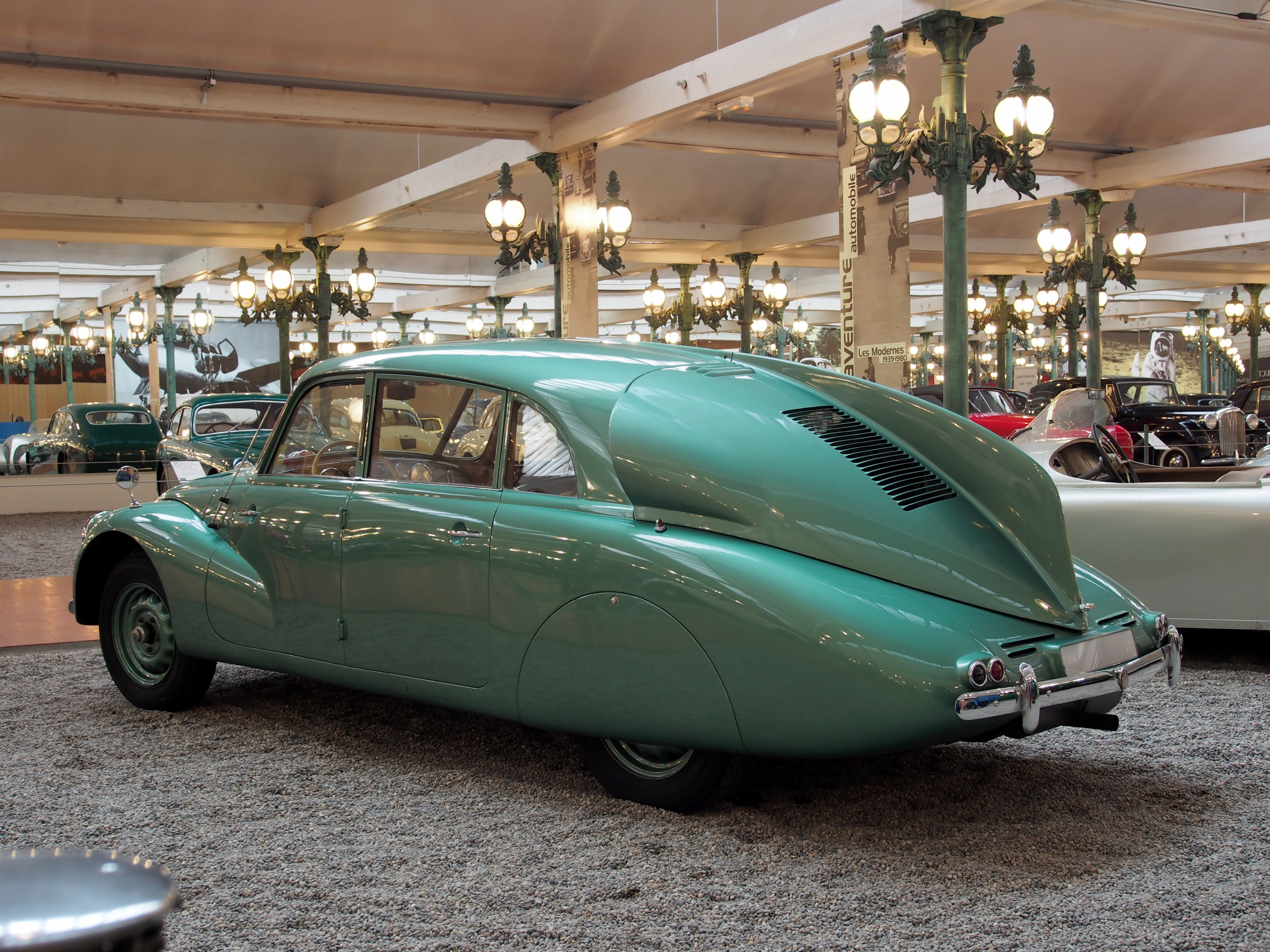
Tatra 87 (1937).
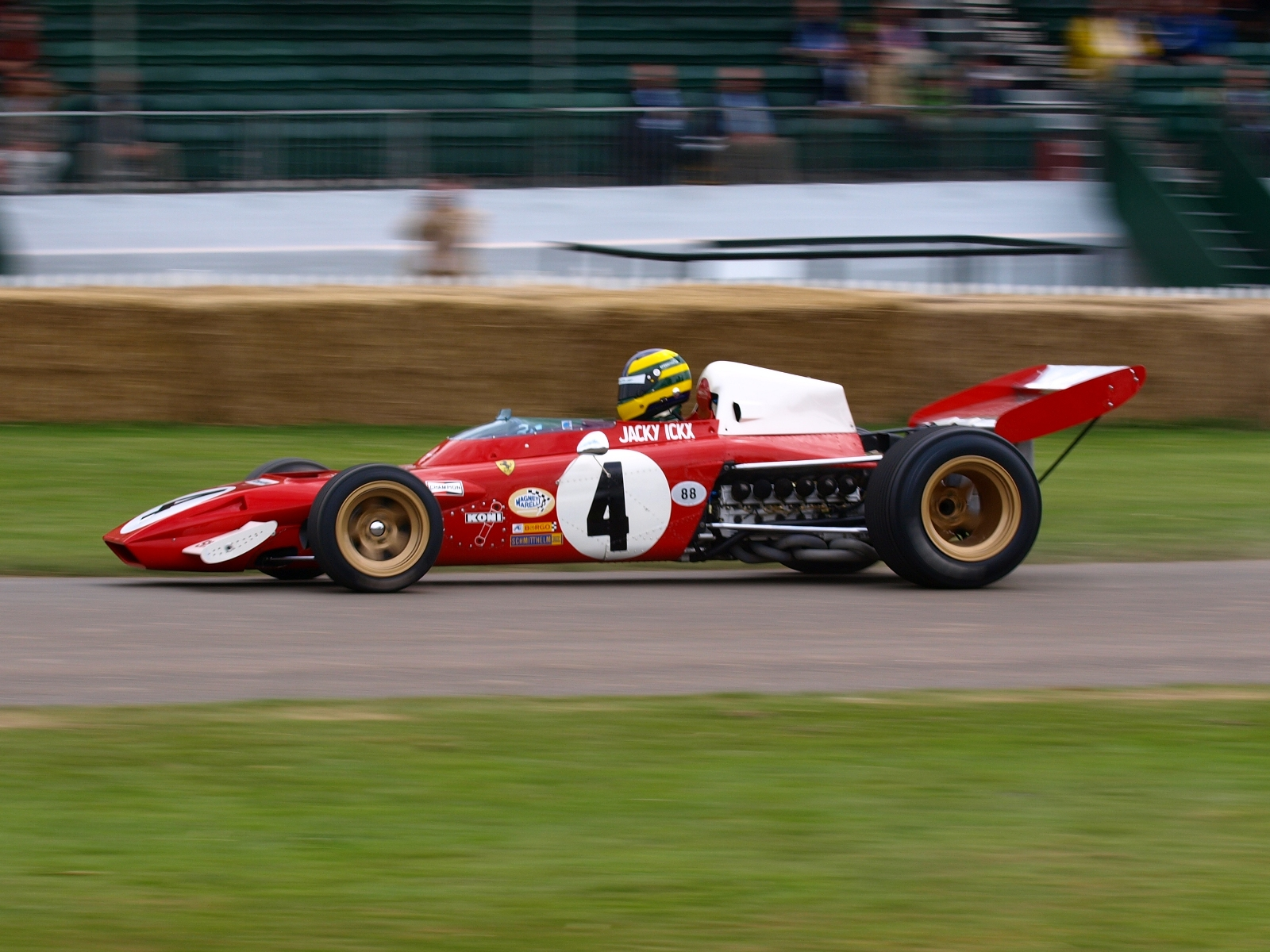
Ferrari 312B2 (pilotada por Bruno Senna em 12-07-2008) um dos primeiros carros a adotar spoiler traseiro.
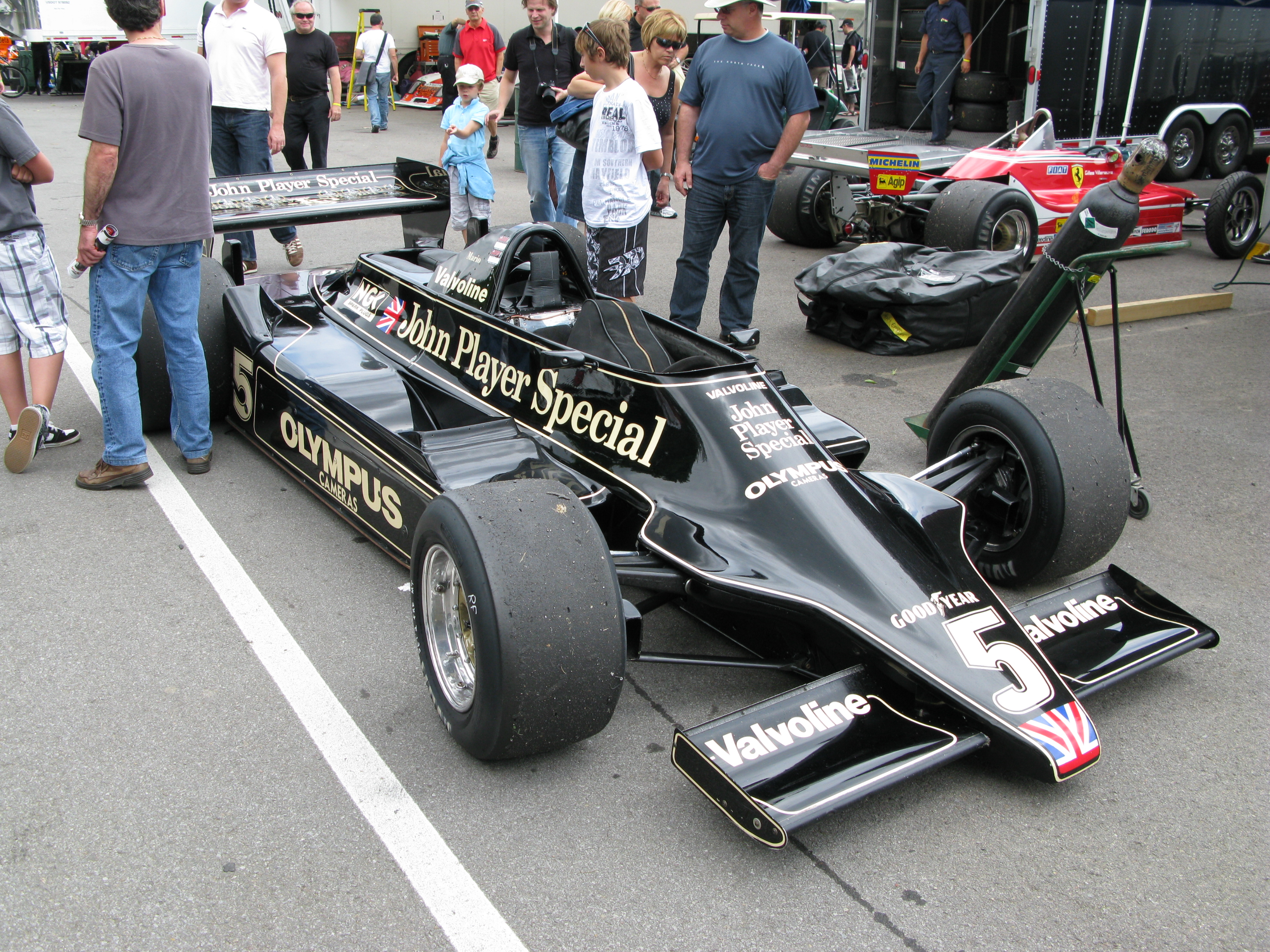
Lotus 79 um dos primeiros "Wing Car's".
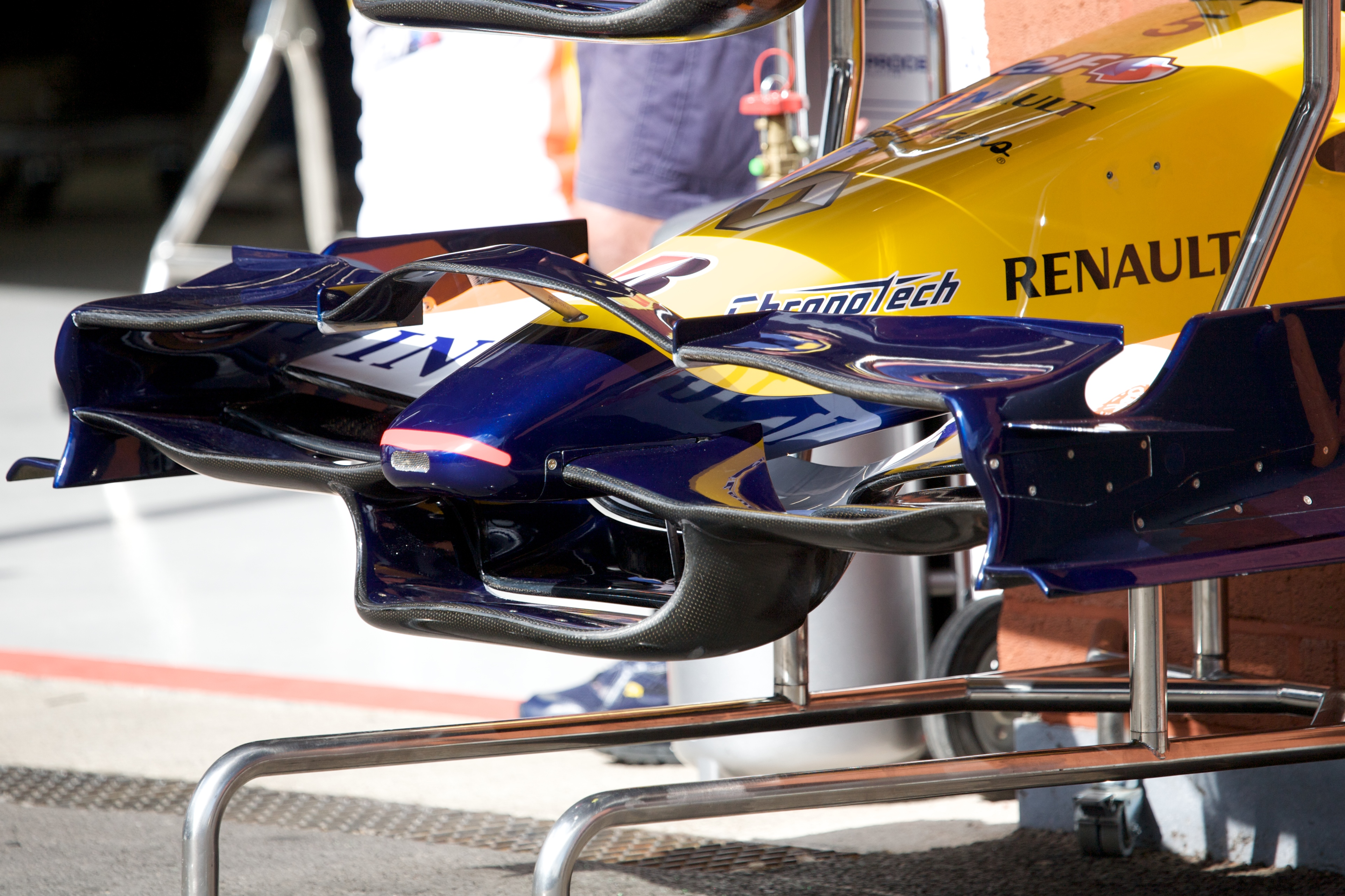
Nariz de um Renault R28 F1, concebido para melhorar a sustentação frontal do carro.
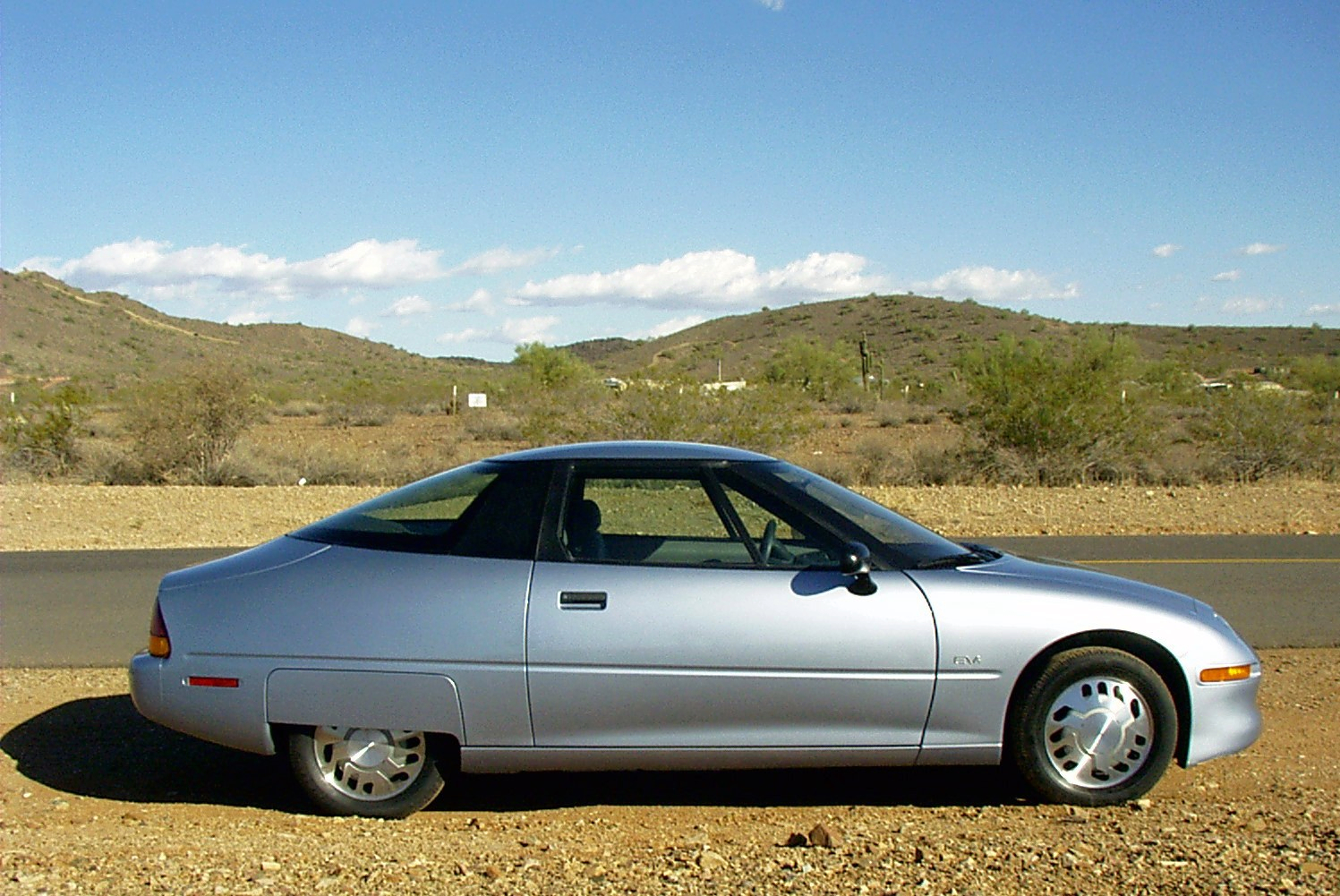
General Motors EV1.
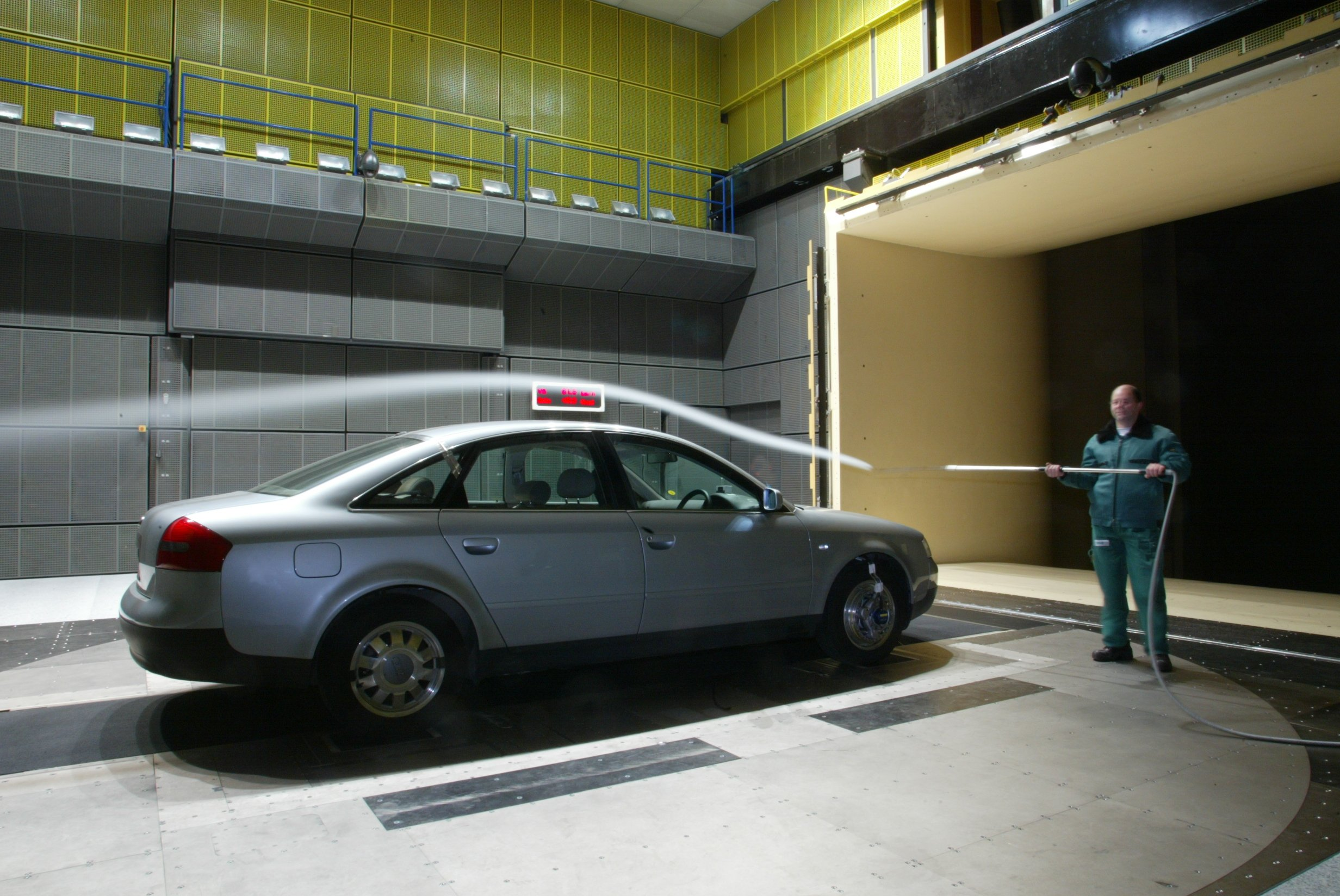
Linha de corrente formada por gás opaco que permite visualizar o fluxo de ar sobre o veículo.

## Literatura
- Contribution expérimentale à l'aérodynamique automobile: étude en soufflerie de l'écoulement stationnaire et instationnaire autour d'un modèle simplifié de véhicule automobile. Autor: Adrien Thacker. Editions universitaires europeennes EUE, 2011, (em francês) ISBN 9783841785398 Adicionado em 13/06/2016.
- Automotive Aerodynamics. Autor: Joseph Katz. John Wiley & Sons, 2016, (em inglês) ISBN 9781119185727 Adicionado em 13/06/2016.
- Mecânica dos Fluidos - 6.ed. Autor: Frank M. White. AMGH Editora, 2010, pág. 496. ISBN 9788580550092 Adicionado em 13/06/2016.